# Jendrik Sigwart
Jendrik Sigwart (Hamburg, 27 d'agost del 1994) és un cantant alemany. Representarà Alemanya amb la cançó I Don't Feel Hate al Festival de la Cançó d'Eurovisió 2021, que se celebrarà a la ciutat neerlandesa de Rotterdam.
Sigwart es va criar al nucli Volksdorf a la ciutat de Hamburg i té quatre germans. A l'adolescència, va aprendre a tocar el piano i el violí. Va estudiar durant quatre anys comèdia musical a l'Institut de Música de la Universitat de Ciències Aplicades d'Osnabrück. Abans d'acabar la carrera, ja va interpretar un paper en unes comèdies musicals, com les produccions alemanyes de My Fair Lady, Hairspray, Peter Pan i Grease. El 6 de febrer del 2021, es va anunciar que representaria Alemanya en el Festival de la Cançó d'Eurovisió 2021 a Rotterdam. El 25 de febrer es va publicar la seva cançó pel festival, I Don't Feel Hate.